# Kelsey Grammer
Kelsey Grammer (Saint Thomas (Američki Djevičanski otoci), 21. veljače 1955.) američki je glumac s 5 nagrada Emmy, glumom u TV serijama Frasier i Boss osvojio je tu nagradu četiri puta, jednog Emmyja dobio je za sinkronizaciju Sideshow Boba u Simpsonima. Osim glumačkog poziva radio je kao producent, redatelj i pisac. 

## Životopis
Rođen kao Allen Kelsey Grammer sin je pjevačice i glazbenika. Pohađao je Juilliard, potom se probijao u kazalištu. Širom svijeta postao je poznat ulogom doktora Frasiera Cranea u seriji Kafić Uzdravlje.

## Nagrade
| Godina | Nagrada                      | Kategorija                                                       |
| ------ | ---------------------------- | ---------------------------------------------------------------- |
| 1994.  | Nagrada Emmy                 | Najbolji glavni glumac u humorističnoj TV seriji (Frasier)       |
| 1995.  | Nagrada Emmy                 | Najbolji glavni glumac u humorističnoj TV seriji (Frasier)       |
| 1995.  | Američka nagrada za komediju | najsmješniji glumac (Frasier)                                    |
| 1996.  | Zlatni globus                | Najbolji glumac u humorističnoj TV seriji ili mjuziklu (Frasier) |
| 1996.  | Američka nagrada za komediju | najsmješniji glumac (Frasier)                                    |
| 1998.  | Nagrada Emmy                 | Glavni glumac u humorističnoj TV seriji (Frasier)                |
| 2001.  | Zlatni globus                | Najbolji glumac u humorističnoj TV seriji ili mjuziklu (Frasier) |
| 2004.  | Nagrada Emmy                 | Glavni glumac u humorističnoj TV seriji (Frasier)                |
| 2006.  | Nagrada Emmy                 | Najbolja glasovna sinkronizacija (Simpsoni)                      |
| 2012.  | Zlatni globus                | Najbolji glumac u dramskoj TV seriji (Boss)                      |

## Nepotpun popis uloga

### Televizija
- Kafić Uzdravlje 1984. – 1993.
- Simpsoni od 1990. –
- Zvjezdane staze: Nova generacija epizoda 5.18: "Uzrok i posljedica" 1992.
- Frasier 1993. – 2004.
- Boss 2011. – 2012.

### Filmovi
- Priča o igračkama 2 1999.
- X-Men: Posljednja fronta (X-Men: The Last Stand, 2006.)
- Američka himna (An American Carol, 2008.)